# Castillazuelo
Castillazuelo – gmina w Hiszpanii, w prowincji Huesca, w Aragonii, o powierzchni 15,32 km². W 2011 roku gmina liczyła 189 mieszkańców.